# Der Herr ist mein getreuer Hirt

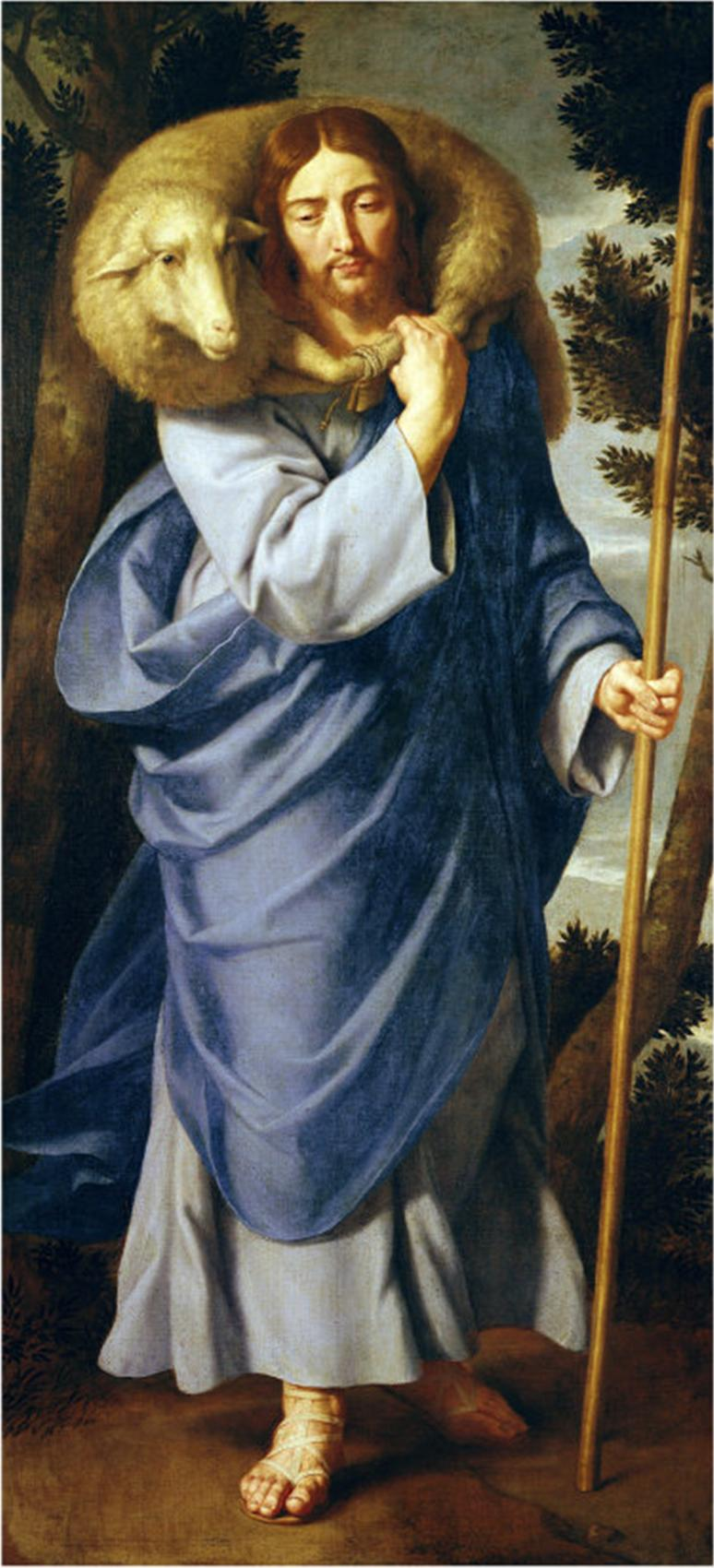
De Heer als herder

Der Herr ist mein getreuer Hirt, De Heer is mijn trouwe herder,  (BWV 112) is een religieuze cantate geschreven door Johann Sebastian Bach.

## Achtergrond
De cantate is geschreven voor de tweede zondag na Pasen, in het Kerklatijn 'Misericoridias Domini', weerklonk voor het eerst in de Nicolaikirche te Leipzig op 8 april 1731. Aan de basis van deze cantate ligt het koraal Der Herr ist mein getreuer Hirt, hält mich in seiner Hütte (1530) dat Wolfgang Meuslin of Musculus (1497-1563) naar Psalm 23 dichtte. Dit lied werd gezongen op de melodie van Allein Gott in der Höh'sei Ehr (1522). Deze koraalcantate  wordt  beschouwd  als een latere aanvulling van de vijfde cantatejaargang. 

## Bijbelteksten
- Petrus 2, 21-25 Want gij waart dwalende als schapen, maar gij hebt u nu gekeerd naar de herder en opziener van uw zielen
- Johannes 10, 12-16 Ik ben de goede herder, de goede herder zet lijf en ziel in voor zijn schapen

## Indeling
- Koor Der Herr ist mein getreuer Hirt
- Aria (alt) Zum reinen Wasser er mich weist
- Recitatief, Arioso (Bas) Und ob ich wandert im finstern Tal
- Aria (Duet sopraan en tenor) Du bereitest für mir einen Tisch
- Koraal Gutes und die Barmherzigkeit

## Muzikale bezetting
Hoorn 1 en 2, hobo d'amore 1 en 2, viool 1 en 2, altviool en basso continuo (incl. orgel)